# Forskalia contorta
Forskalia contorta är en nässeldjursart som först beskrevs av Milne Edwards 1841.  Forskalia contorta ingår i släktet Forskalia och familjen Forskaliidae. Inga underarter finns listade i Catalogue of Life.